# Karl Brethauer

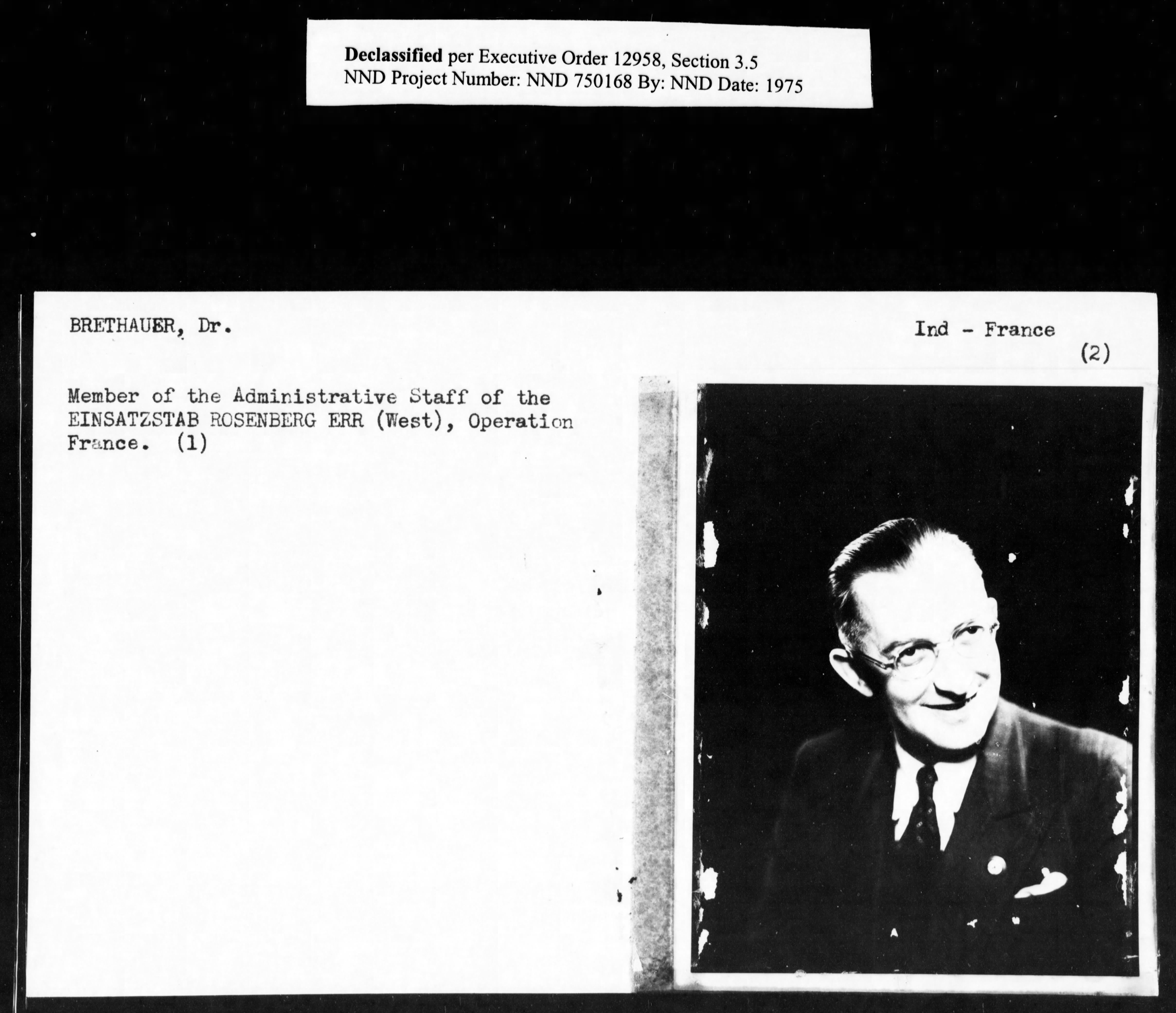
Seite 125 der Akte zum Einsatzstab Reichsleiter Rosenberg des Office of Strategic Services (US Army)

Philipp Christian Karl Brethauer (* 9. Mai 1906 in Kassel; † 10. Juli 1992 in Hann. Münden) war ein deutscher Germanist, Heimatforscher und Hauptbeteiligter am nationalsozialistischen Kulturraub der jüdischen, russischen und freimaurerischen Archive und Bibliotheken im deutsch besetzten Europa.

## Studium und Vorkriegszeit
Brethauer war der Sohn des Landessekretärs Friedrich Brethauer und seiner Frau Wilhelmine Thomas. Er bestand die Reifeprüfung 1925 am Wilhelmsgymnasium Kassel und studierte anschließend Germanistik, Geschichte, evangelische Theologie und Philosophie an den Universitäten Marburg, Berlin und Göttingen. Seine Dissertation über Meister Eckhart wurde 1930 in Göttingen vom Referenten und späteren fördernden SS-Mitglied Friedrich Neumann betreut. Der zum Dr. phil. promovierte Brethauer, Studienassessor in der Burgsitzschule Spangenberg, wurde Mitglied des NS-Lehrerbunds, der SA und trat zum 1. Mai 1937 der NSDAP bei (Mitgliedsnummer 4.196.061). Brethauer wohnte zu dieser Zeit mit seiner Frau und den beiden gemeinsamen Kindern in der Kaiserstr. 68, 3. Stock, in Kassel.

## Tätigkeit im besetzten Frankreich
Gauhauptstellenleiter Brethauer wurde am 1. September 1940 zur Wehrmacht eingezogen und diente bis 3. März 1941 als Soldat. Am 11. März 1941 wurde er dem Einsatzstab Reichsleiter Rosenberg (ERR) als wissenschaftlicher Mitarbeiter in Berlin zur Verfügung gestellt, und im Dezember 1941 als „Abteilungsleiter zur besonderen Verwendung“ und Leiter der ERR Hauptarbeitsgruppe (HAG) Referat Westen eingesetzt mit dem ERR-Rang eines Stabseinsatzführers. In seinen Aufgabenbereich fiel die Führung des ERR Dienstgeschäfts Abteilung Auswertung, die Bewertung der vom ERR geplünderten jüdischen, russischen und freimaurerischen Bibliotheken zwecks der Herstellung der Zentralbibliothek der Hohen Schule der NSDAP (ZBHS) und die Selektion französischer und belgischer Neuerscheinungen für die ZBHS.
Am 9. November 1941 kam Brethauer mit Kurt von Behr für eine Woche in Amsterdam an. Sie trafen sich mit dem Leiter der Hauptarbeitsgruppe Niederlande, SS-Sturmbannführer Albert Schmidt-Stähler, und Gerhard Utikal, um die bevorstehende niederländische M-Aktion zu diskutieren.
Am 15. Juli 1942, am Ende seines Einsatzes in Berlin, wurde Brethauer vom Reichsleiter Alfred Rosenberg persönlich vorgeschlagen für ein Kriegsverdienstkreuz II. Klasse ohne Schwerter, danach wurde er nach Paris versetzt. In Paris wohnte Brethauer in 12, Rue Dumont d’Urville im 16. Arrondissement. Er hatte seine Dienststelle in Paris bis spätestens 16. Februar 1944 inne, da in einem gleich datierten Schreiben vom ERR Reichshauptstellenleiter Gerhard Utikal sich dieser bei „dem bisherigen Leiter der Hauptarbeitsgruppe in Frankreich“ Brethauer für seine „bisherigen Leistungen“ in den beiden oben genannten Dienststellen bedankt.
Brethauer schrieb am 19. Januar 1943 aus Paris, dass er als Leiter der HAG Referat Westen keinen üblichen Jahresbericht erstellen konnte, weil er nur „die letzten 4 Monate in Paris tätig war“ und „weil die Unterlagen (abgeschlossene Akten) sich in Berlin in der Abteilung Auswertung befinden.“ Brethauer ermittelte trotzdem die folgende Statistik:
„Im Gebiet der Hauptarbeitsgruppe wurden insgesamt 1.196 Einsatzstellen bearbeitet, davon lieferten 447 ein positives Ergebnis… In diesen Zahlen sind inbegriffen auch die Einsatzstellen, in denen nur Kunstgegenstände beschlagnahmt wurden… Die Zahl der unsortierten Bände dürfte eine Million übersteigen… Seit dem Wiederbeginn der Arbeit im Juni 1942 wurde ausschließlich Material aus den [sic] M-Aktion verarbeitet und verpackt und daraus in diesen Tagen die 500. Kiste für den Abtransport [ins Reich] bereitgestellt.“

## Bericht über die Pétain-Regierung und Kollaboration im besetzten Frankreich
Im Juni 1944, kurz nach dem D-Day, erstellte Brethauer einen Bericht von 174 abgetippten Seiten mit dem Titel Frankreich: Wirtschaft, Tradition und überstaatliche Mächte, Zusammenbruch und Pétain-Regierung, Kollaboration. Der Bericht fängt mit einer Beschreibung einer Rede Louis-Ferdinand Célines in einem Restaurant in Paris an. Brethauer behauptet, Céline persönlich zu kennen und verteidigt nicht nur Célines antisemitische Einstellungen, sondern stellte sich auch gegen die Vorwürfe, Céline sei ein „Pessimist und Nihilist“, was im Deutschen Reich zu einem Verbot der Bücher Célines durch das Reichsschrifttumskammer geführt hatte, ausgenommen die deutsche Veröffentlichung von Célines antisemitischem Pamphlet Die Judenverschwörung in Frankreich in 1938. Brethauers ähnliche antisemitische und allgemein rassistische Einstellungen sind hier verdeutlicht:
„Nach dem übereinstimmenden Urteil von deutschen und französischen Fachleuten sind noch genügende gesunde Elemente vorhanden, um das [französische] Volk sowohl rassisch als auch zahlenmäßig zu regenerieren. Allerdings werden einschneidende Maßnahmen und Härte und hie und da auch rücksichtsloses Eingreifen notwendig sein. Dann kann man aber auch beispielsweise in Südfrankreich die blutsmäßige Ausscheidung  von Juden, Negern und sonstigen Farbigen durchaus noch durchführen.“ 
Zur Zeit des Schreibens war der größte Teil der geschätzten 77.000 im Holocaust ermordeten Juden Frankreichs schon deportiert.
Brethauer schrieb detaillierte Bewertungen von den französischen Kollaborateuren Pierre Laval, Marcel Bucard, Marcel Déat, Joseph Darnand, Jacques Doriot und vielen anderen und stellt auch deutlich die NS-Perspektive auf das besetzte Frankreich insgesamt dar. Seine Aufgabe in Paris, die Neuerscheinungen von französischen und belgischen Schriftstellern für die ZBHS auszuwählen, gab Brethauer die Möglichkeit, sich tief in die Kollaborateur-Kultur des besetzten Frankreichs einzumischen. Gerhard Heller, der zur gleichen Zeit als Sonderführer für Literaturpolitik in Paris fungierte, schrieb: „Die Leute von Reichsleiter Rosenberg… mischten sich in alles ein.“ Obwohl er bestimmt als einer der ausführlichsten zeitgenössischen Berichte vom Blickpunkt eines NS-Beamten und Zeitzeugen über das besetzte Frankreich gilt, allerdings ohne die Beschönigungen von solchen Nachkriegswerken wie die von Gerhard Heller, ist Brethauers Bericht bisher in keinem der größeren Werke über das besetzte Frankreich erwähnt worden.

## Tätigkeit in Berlin und Langenau sowie in Ratibor
Brethauer wurde am 25. September 1944 beauftragt, eine Dienstreise zur Zentralbibliothek der Hohen Schule (ZBHS) in Annenheim und Tanzenberg zu machen, um zu erkunden, „ob und wie die in Paris zurückgebliebene Frankreich-Bücherei aus den Beständen der ZBHS wieder aufzubauen und die Belgien-Bücherei durch aktuelles Material zu ergänzen ist“. Mit dem Begriff „Frankreich-Bücherei“ sind die geplünderten jüdischen, russischen und freimaurerischen Bibliotheken Frankreichs gemeint. In seinem Schreiben vom 7. Oktober 1944 aus Berlin schrieb er weiter:
„In Schloss Tanzenberg liegen nämlich die zugesandten Bücherkisten, darunter auch die, die ich als Leiter der Hauptarbeitsgruppe Frankreich laufend von Paris aus Dubletten der Frankreich-Bücherei, insbesondere auch von gekauften Neuerscheinungen, an die ZBHS geschickt hatte… Außerdem stehen in Tanzenberg im Magazin ungefähr 150.000 Bände unsortiert in Regalen, die von mir durchgesehen wurden... So kann ich melden, dass die Pariser Frankreich-Bücherei, die ca. 35.000 Bände umfasste, im Grundstock bereits wieder zusammengestellt und verhältnismäßig lückenlos entstehen wird... Die Belgien-Bücherei konnte zum größten Teil ins Reich gebracht werden. Sie ging in einem Waggon mit Kunstgütern nach Nikolsburg.“
Die „zurückgebliebene“ Sammlung von geplünderten Büchern in Paris ist bei der alliierten Befreiung von Paris am 1. August 1944 für die Deutschen verloren gegangen, und Brethauer wurde beauftragt zu prüfen, ob diese „Bibliothek“ durch Dubletten ersetzt werden könnte, was er hier bestätigte.
Brethauer war 1941 bis Ende 1942 als Mitglied der „Stabsführung“ des ERR der Leiter eines „Übersetzungsbüros“ in Ratibor; jeden von einer anderen Person aus dem Russischen oder Ukrainischen übersetzten Aufsatz kontrollierte „Abteilungsleiter“ Brethauer persönlich. Er war dort „Stellvertreter Stabseinsatzführer“ unter einem „Stabseinsatzführer“ Walter Rehbock, „Hauptabteilung 1: Geschäftsverteilung und Organisation“.
Im Oktober 1944 befand sich Brethauer im Schloss Langenau (heute Czernica) bei Hirschberg, wo zur gleichen Zeit SS-Hauptsturmführer und ERR-Mitarbeiter Herbert Gerigk ein Lager für geplünderte Musikinstrumente errichtet hatte. Nach einer Quelle befand sich Brethauer am Ende des Kriegs in der Tschechoslowakei und kurz nach Kriegsende in Hann. Münden mit seiner Familie, die schon Ende 1943 in ihrer Wohnung in Kassel ausgebombt wurde.

## Rechenschaft nach 1945
Brethauer geriet in westalliierte Gefangenschaft bis 1949. Ein Jahr später wurde vor dem Militärtribunal in Paris ein Prozess gegen sechs frühere ERR Kollegen von Brethauer eröffnet, darunter Gerhard Utikal, Robert Scholz und Bruno Lohse.
Der ERR-Chef Alfred Rosenberg war bei den Nürnberger Prozessen am 1. Oktober 1946 zum Tode verurteilt und am 16. Oktober 1946 hingerichtet worden. Ob Brethauer wegen Beweismangel nicht vorgeladen wurde oder zwar vorgeladen, aber aus verschiedenen Gründen von der Bundesrepublik nicht ausgeliefert wurde, ist nicht klar, da die französischen Geheimhaltungsvorschriften den Zugang zu den Akten verbieten. Brethauer wurde nach dem Krieg nie zur Rechenschaft gezogen. Der US-Geheimdienst wusste von seiner ERR-Tätigkeit in Frankreich, da sein Name in einem Bericht vom OSS erwähnt wurde. Brethauer wurde am 5. Januar 1960 zusammen mit Gerd Wunder vom Bundesamt für Äußere Restitutionen (BAR) wegen französischer Ansprüche aus geplünderten Archiven verhört.
Dass Karl Brethauer in der bisherigen ERR-Literatur kaum erwähnt worden ist, ist wenig verwunderlich. Schon am 2. Dezember 1943 wurden die Akten der ERR-Dienststelle in Berlin (Bismarckstr. 1, Berlin-Charlottenburg) durch einen Luftangriff der RAF komplett vernichtet. Viele Akten des ERR sind nach dem Krieg nicht erhalten geblieben, da die meisten beim Eintreffen der alliierten Truppen vernichtet oder verbrannt worden sind. Ein großer Teil der Reste der ERR-Akten befand sich nach dem Krieg in osteuropäischen Archiven, wo westliche Historiker erst ab 1989 Zugang hatten. Das Buch Verschleppte Archive und Bibliotheken von Peter M. Manasse aus dem Jahr 1995 setzte sich das Ziel, „auf die Organisation und Personen“ des ERR einzugehen, aber die Namen von nur drei der höheren ERR-Leiter sind in dem Buch benannt worden – selbst der Leiter des ERR-Zentralamts Berlin Georg Ebert wurde hier ohne vollständigen Vornamen als „G. Ebert“ verzeichnet. Manasse beschwerte sich weiterhin über den „Zustand von Chaos, Verwirrung und Verwahrlosung“, der nach der Wende von 1989 in den osteuropäischen Archiven herrschte.
Erst durch die Forschungen der amerikanischen Historikerin Patricia Kennedy Grimsted in den letzten Jahrzehnten wurde ein Überblick der Bestände der ERR-Akten in den west- und osteuropäischen Archiven ermöglicht. Die eigentliche Forschungsarbeit ist noch immer nicht abgeschlossen. Die Nachforschung im Archivbestand der ukrainischen Archive ergab 102 ERR-Dokumente, in denen Brethauers Name erwähnt ist. Der Inhalt dieser Dokumente ist noch nicht erschlossen.

## Karriere nach 1945
Von 1949 bis 1951 arbeitete Brethauer in der freien Wirtschaft. Ab 1951 durfte Brethauer seinen früheren Lehrerberuf als Oberstudienrat für Deutsch, Religion und Geschichte im Lyzeum Hann. Münden weiter ausüben.
Er war ehrenamtlich von 1960 bis 1989 Ortsheimatpfleger der Stadt Hann. Münden. Seine Publikationen ab den 1950er Jahren – darunter über 500 Artikel in der Zeitung Mündener Nachrichten/HNA Mündener Allgemeine – waren sämtlich durch die Heimatforschung motiviert. Aufgrund seiner Tätigkeit als Heimatforscher war Brethauer Ehrenmitglied des Heimat- und Geschichtsverein Sydekum zu Münden. 2012 beschlossen die Vereinsmitglieder, seine Ehrenmitgliedschaft in Publikationen nicht mehr zu erwähnen. Gleichzeitig erklärten sie sein Werk zu heimat- und geschichtskundlichen Themen für einen wertvollen Beitrag zur Heimatgeschichte in Hann. Münden.
Von 1964 bis 1968 war Brethauer für die Unabhängige Wählergemeinschaft Mitglied des Stadtrats Hann. Münden. Er gehörte dem Schulausschuss und der Museumskommission an und stand dem Werbebeirat vor. Im Februar 1982 wurde ihm in Anerkennung seiner ehrenamtlichen Leistungen der Ehrenring der Stadt Hann. Münden verliehen und am 15. März 2012 postum entzogen.
Im Buch Mündener Persönlichkeiten aus sechs Jahrhunderten aus dem Jahr 2007 wurde eine an sich detaillierte fünfseitige Biografie über Brethauer veröffentlicht, die seine Tätigkeit im Zweiten Weltkrieg aber lediglich mit einem einzigen Satz beschreibt:
„Die Jahre des Zweiten Weltkriegs verbrachte er an verschiedenen Fronten, zuletzt in der Tschechoslowakei.“
Karl Brethauer konnte all die Jahre nach dem Zweiten Weltkrieg unbehelligt leben, ohne dass seine frühere NS-Tätigkeit je veröffentlicht worden wäre.

## Postum
Der im Februar 1982 verliehene Ehrenring der Stadt Hann. Münden wurde am 15. März 2012 einstimmig vom Stadtrat wegen der postum offenbar gewordenen NS-Tätigkeit entzogen.

## Trivia
Der Verfasser der unzureichenden Brethauer-Biografie (s. o.) war der ehemalige Ortsheimat- und Stadtbildpfleger Heinz Hartung, ein Kollege Brethauers im Milieu der Heimatforschung in Hann. Münden. Hartung war jüdischer Herkunft und in der NS-Zeit rassisch verfolgt. Seine Mutter Frieda wurde am 12. Januar 1944 in das Ghetto Theresienstadt deportiert, überlebte aber. Zur gleichen Zeit, in der die Mutter Hartungs im Ghetto Theresienstadt inhaftiert war, verfasste sein künftiger Kollege Karl Brethauer NS-Hetzschriften zugunsten der Judenvernichtung in Frankreich. Heinz Hartung verstarb 2010 in Hann. Münden.

## Schriften
- Die Sprache Meister Eckharts im Buch der göttlichen Tröstung. Dissertation, Dieterich’schen Universitäts-Buchdruckerei, Göttingen 1931.
- Frankreich: Wirtschaft, Tradition und überstaatliche Mächte, Zusammenbruch und Pétain-Regierung, Kollaboration. Unveröffentlicht. Bundesarchiv Berlin-Lichterfelde, BArch NS 15 / 361
- Dr. Eisenbart: Er war anders als sein Ruf. Sebastian Lux, Murnau, München, Innsbruck, Basel 1955.
- Ernst Koch: der Dichter des Prinzen Rosa Stramin. Trautvetter u. Fischer, Marburg und Witzenhausen 1960.
- Münden: Gesammelte Aufsätze in vier Heften. Weserbuchhandlung/Fiedler, Hann. Münden 1984–1986.